# 財宝 (企業)
株式会社財宝（ざいほう）は、鹿児島県鹿屋市に本社を置くミネラルウォーター・健康食品のメーカーである。1986年9月設立。当初は「株式会社鹿農」として設立し、主に鹿児島県の特産品を販売する会社だった。

## 沿革

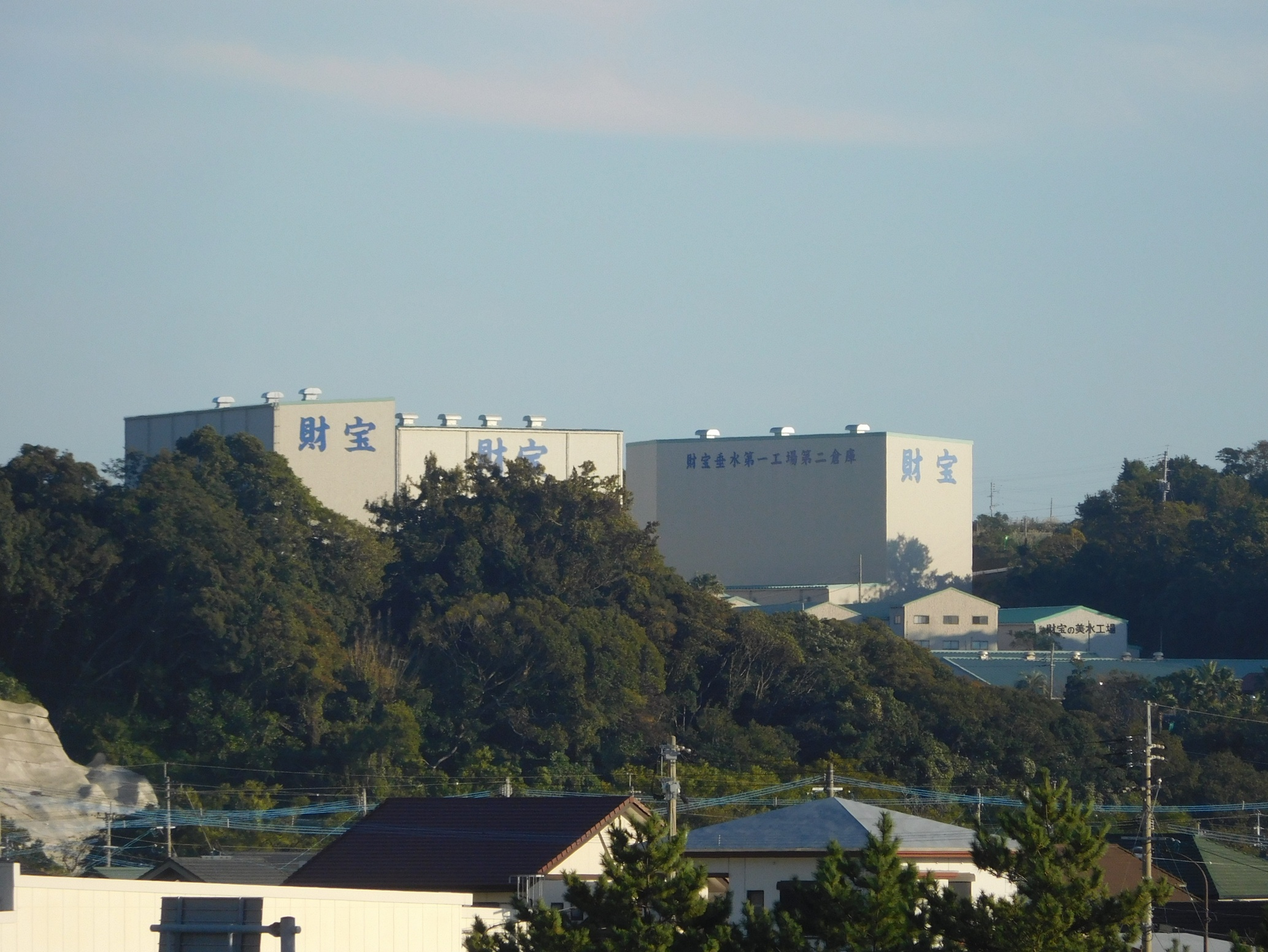
垂水市の工場群（登記上の本店）

1993年、垂水市にミネラルウォーターの製造を行うための工場が建設され、同年7月よりミネラルウォーター「財寶温泉」が発売を開始。1999年には有限会社財宝を設立し、このミネラルウォーターを活用した焼酎「財宝」が発売された。その後も化粧品、農場経営などを多角的に推進するとともに、垂水市の工場周辺や同市の猿ヶ城渓谷において天然温泉の掘削も実施している。2002年9月に有限会社財宝が株式会社鹿農を吸収合併し、2008年4月に法人を株式会社に改組、資本金5,000万円へ増資して今日に至っている。
2019年12月9日付で消費者庁より、特定商取引に関する法律（特定商取引法）第22条第1項の規定に基づく行政処分を受けた。財宝の勧誘員が、健康食品の定期購入を顧客に電話勧誘販売した際に、「100円のお試し商品を購入すると、商品の定期購入もしたことになる」ことなどの重要事項を伝えておらず、消費者センターに1500件を超える苦情が殺到しており、「重要事項不告知」にあたると判断された。

## 主力商品
- 「天然アルカリ温泉水財寶温泉」 - 垂水市の工場周辺で採取した温泉の水を利用したミネラルウォーター
- 「焼酎財宝」「日々是」
- 「黒にんにく卵黄」
- 「黒酢カプセル」
- 清涼飲料・健康飲料
- 石鹸・スキンケア商品
- 財宝プレミアムプリン

## イメージキャラクター
- 前田美波里
- 【遠藤】
- 【中畑清】
- 【グッチ裕三】
- 【板東英二】
- 【柴田理恵】
- 【由美かおる】

※【人名】は過去の出演者

## 協賛スポンサー番組・イベント
- バンバンバン（毎日放送、2009年度） - 上記・板東が司会を務めた紀行の番組
- そこが知りたい 特捜!板東リサーチ（CBCテレビ、2012年度） - 同じく板東が司会を務める情報バラエティー
- 新婚さんいらっしゃい!（朝日放送、2010年度 - 2012年度）
- 和風総本家（テレビ大阪）
- ABC万国博マラソン（同上、2013年度、「財宝・ABCファミリースペシャル」名義）
- 東京ドーム広告看板（左中間付近、2013年度 - 2019年）
- 2013年ワールドグランドチャンピオンズカップ（女子大会協賛、及びユニフォーム胸部分スポンサー）
- シューイチ（日本テレビ、第3部スポンサー）

その他、鹿児島県の民放各社のテレビ東京配信番組を中心に広告を展開している。